# قمر ریزسیاره
قمر ریزسیاره یک جسم نجومی که به دور سیارات کوچک می‌چرخد و به عنوان ماهواره ای طبیعی آن شناخته می‌شود. تا تاریخ ژوئن ۲۰۱۹، ۳۵۷ ریزسیاره شناخته شده که دارای قمر هستند یا مشکوک به داشتن قمر هستند. اکتشافات قمرهای ریزسیاره‌ها (و به‌طور کلی اشیاء دوگانه) مهم است زیرا تعیین مدارات آنها برآوردهای مربوط به جرم و تراکم اولیه آنها را ممکن می‌سازد، که آن اطلاعات می‌تواند در مورد خواص فیزیکی آنها توضیح دهد.